# Henry Cox Jones
Henry Cox Jones (* 23. Januar 1821 nahe Russellville, Franklin County, Alabama; † 20. Juni 1913 in Florence, Lauderdale County, Alabama) war ein amerikanischer Jurist und Politiker.
Jones bekleidete 1841 das Amt des Richters in Alabama. Im nachfolgenden Jahr wählte man in die State Legislature von Alabama. Dann war er 1853 im Senat von Alabama tätig. Ferner vertrat er 1861 seinen Heimatstaat bei dessen Sezessionskonvent und später im Provisorischen Konföderiertenkongress.